# Bahnstrecke Paderborn–Brackwede
| |                                                                                                   |                                |                                |
| Streckennummer (DB): | 2960                                                                                              |                                |                                |
| Kursbuchstrecke (DB): | 403                                                                                               |                                |                                |
| Kursbuchstrecke: | 174m (Paderborn Nord – Paderborn Hbf 1934) 222h (1946) 199e (Paderborn Nord – Paderborn Hbf 1946) |                                |                                |
| Streckenlänge: | 40 km                                                                                             |                                |                                |
| Spurweite: | 1435 mm (Normalspur)                                                                              |                                |                                |
| Zugbeeinflussung: | PZB                                                                                               |                                |                                |
| |                                                                                                   |                                |                                |
| \| \| \| von Minden \| \| \| \| 40,0 \| Brackwede ⊙ \| Brackwede ⊙ \| \| \| \| nach Osnabrück⊙ \| \| \| \| \| nach Hamm⊙ \| \| \| \| 37,3 \| Baumgarte (Anst) ⊙ \| Baumgarte (Anst) ⊙ \| \| \| 37,0 \| Brackwede Süd ⊙ (bis 2011) \| Brackwede Süd ⊙ (bis 2011) \| \| \| 36,7 \| Kammerichwerke (MHP) (Anst) ⊙ \| Kammerichwerke (MHP) (Anst) ⊙ \| \| \| 35,8 \| Bielefeld-Senne ⊙ (seit 2011) \| Bielefeld-Senne ⊙ (seit 2011) \| \| \| 34,6 \| Windelsbleiche ⊙ \| Windelsbleiche ⊙ \| \| \| \| Bundesautobahn 2 ⊙ \| \| \| \| 31,5 \| Sennestadt (ehem. Kracks) ⊙ \| Sennestadt (ehem. Kracks) ⊙ \| \| \| 30,8 \| Raba (Ravensberger) (Awanst) ⊙ \| Raba (Ravensberger) (Awanst) ⊙ \| \| \| 29,0 \| Zaunkönig (Anst) ⊙ \| Zaunkönig (Anst) ⊙ \| \| \| 26,8 \| Schloß Holte ⊙ \| Schloß Holte ⊙ \| \| \| 21,6 \| Hövelriege ⊙ \| Hövelriege ⊙ \| \| \| \| von Gütersloh ⊙ \| \| \| \| 16,6 \| Hövelhof ⊙ \| Hövelhof ⊙ \| \| \| 14,3 \| Klausheide ⊙ \| Klausheide ⊙ \| \| \| \| nach Wiedenbrück ⊙ \| \| \| \| 9,7 \| Sennelager ⊙ \| Sennelager ⊙ \| \| \| \| Straßenbahn PESAG \| \| \| \| 7,3 \| Schloß Neuhaus Hp ⊙ \| Schloß Neuhaus Hp ⊙ \| \| \| 6,3 \| Schloß Neuhaus ⊙ \| Schloß Neuhaus ⊙ \| \| \| 5,8 \| Schloß Neuhaus (Awanst) ⊙ \| Schloß Neuhaus (Awanst) ⊙ \| \| \| 4,4 \| Aw Paderborn ⊙ (bis Dez 2013) \| Aw Paderborn ⊙ (bis Dez 2013) \| \| \| \| vom Aw Paderborn ⊙ \| \| \| \| \| Straßenbahn PESAG ⊙ \| \| \| \| \| von Bad Lippspringe (s. u.) ⊙ \| \| \| \| 3,5 \| Paderborn Nord ⊙ \| Paderborn Nord ⊙ \| \| \| \| Hamm–Warburg \| \| \| \| 1,5 \| Paderborn Kasseler Tor ⊙ \| Paderborn Kasseler Tor ⊙ \| \| \| \| von Warburg ⊙ \| \| \| \| 0,0 \| Paderborn Hbf ⊙ \| Paderborn Hbf ⊙ \| \| \| \| nach Hamm \| \| \| \| \| \| \| \| Quellen: [1][2] \| \| \| \| |                                                                                                   |                                |                                |
| Strecke |                                                                                                   | von Minden                     | von Minden                     |
| Bahnhof | 40,0                                                                                              | Brackwede ⊙                    | Brackwede ⊙                    |
| Abzweig geradeaus und nach rechts |                                                                                                   | nach Osnabrück⊙                | nach Osnabrück⊙                |
| Abzweig geradeaus und nach rechts |                                                                                                   | nach Hamm⊙                     | nach Hamm⊙                     |
| ehemalige Blockstelle | 37,3                                                                                              | Baumgarte (Anst) ⊙             | Baumgarte (Anst) ⊙             |
| ehemaliger Haltepunkt / Haltestelle | 37,0                                                                                              | Brackwede Süd ⊙ (bis 2011)     | Brackwede Süd ⊙ (bis 2011)     |
| Blockstelle | 36,7                                                                                              | Kammerichwerke (MHP) (Anst) ⊙  | Kammerichwerke (MHP) (Anst) ⊙  |
| Haltepunkt / Haltestelle | 35,8                                                                                              | Bielefeld-Senne ⊙ (seit 2011)  | Bielefeld-Senne ⊙ (seit 2011)  |
| Haltepunkt / Haltestelle | 34,6                                                                                              | Windelsbleiche ⊙               | Windelsbleiche ⊙               |
| Strecke mit Straßenbrücke |                                                                                                   | Bundesautobahn 2 ⊙             | Bundesautobahn 2 ⊙             |
| Bahnhof | 31,5                                                                                              | Sennestadt (ehem. Kracks) ⊙    | Sennestadt (ehem. Kracks) ⊙    |
| ehemalige Blockstelle | 30,8                                                                                              | Raba (Ravensberger) (Awanst) ⊙ | Raba (Ravensberger) (Awanst) ⊙ |
| ehemalige Blockstelle | 29,0                                                                                              | Zaunkönig (Anst) ⊙             | Zaunkönig (Anst) ⊙             |
| Bahnhof | 26,8                                                                                              | Schloß Holte ⊙                 | Schloß Holte ⊙                 |
| Haltepunkt / Haltestelle | 21,6                                                                                              | Hövelriege ⊙                   | Hövelriege ⊙                   |
| Abzweig geradeaus und von rechts |                                                                                                   | von Gütersloh ⊙                | von Gütersloh ⊙                |
| Bahnhof | 16,6                                                                                              | Hövelhof ⊙                     | Hövelhof ⊙                     |
| ehemaliger Haltepunkt / Haltestelle | 14,3                                                                                              | Klausheide ⊙                   | Klausheide ⊙                   |
| Abzweig geradeaus und ehemals von rechts |                                                                                                   | nach Wiedenbrück ⊙             | nach Wiedenbrück ⊙             |
| Bahnhof | 9,7                                                                                               | Sennelager ⊙                   | Sennelager ⊙                   |
| Kreuzung mit U-Bahn (Querstrecke außer Betrieb) |                                                                                                   | Straßenbahn PESAG              | Straßenbahn PESAG              |
| Haltepunkt / Haltestelle | 7,3                                                                                               | Schloß Neuhaus Hp ⊙            | Schloß Neuhaus Hp ⊙            |
| ehemaliger Bahnhof | 6,3                                                                                               | Schloß Neuhaus ⊙               | Schloß Neuhaus ⊙               |
| Abzweig geradeaus und von rechts | 5,8                                                                                               | Schloß Neuhaus (Awanst) ⊙      | Schloß Neuhaus (Awanst) ⊙      |
| ehemaliger Haltepunkt / Haltestelle | 4,4                                                                                               | Aw Paderborn ⊙ (bis Dez 2013)  | Aw Paderborn ⊙ (bis Dez 2013)  |
| Abzweig geradeaus und von links |                                                                                                   | vom Aw Paderborn ⊙             | vom Aw Paderborn ⊙             |
| Kreuzung mit U-Bahn geradeaus unten (Querstrecke außer Betrieb) |                                                                                                   | Straßenbahn PESAG ⊙            | Straßenbahn PESAG ⊙            |
| Abzweig geradeaus und von links |                                                                                                   | von Bad Lippspringe (s. u.) ⊙  | von Bad Lippspringe (s. u.) ⊙  |
| Bahnhof | 3,5                                                                                               | Paderborn Nord ⊙               | Paderborn Nord ⊙               |
| Kreuzung geradeaus unten |                                                                                                   | Hamm–Warburg                   | Hamm–Warburg                   |
| Haltepunkt / Haltestelle | 1,5                                                                                               | Paderborn Kasseler Tor ⊙       | Paderborn Kasseler Tor ⊙       |
| Abzweig geradeaus und von rechts |                                                                                                   | von Warburg ⊙                  | von Warburg ⊙                  |
| Bahnhof | 0,0                                                                                               | Paderborn Hbf ⊙                | Paderborn Hbf ⊙                |
| Strecke |                                                                                                   | nach Hamm                      | nach Hamm                      |
| |                                                                                                   |                                |                                |
| Quellen: |                                                                                                   |                                |                                |

Die Bahnstrecke Paderborn–Brackwede (auch Sennebahn genannt) ist eine eingleisige Nebenbahn, die von Paderborn zum Bielefelder Stadtbezirk Brackwede führt.
Den Namen Sennebahn hat die Strecke von der Landschaft Senne, die sie in nord-südlicher Richtung durchquert. Auf der Strecke verkehrt die von der NordWestBahn betriebene Regionalbahn RB 74 „Senne-Bahn“.
Die Streckeninfrastruktur befindet sich im Besitz der DB InfraGO.

## Geschichte
Die nördliche Teilstrecke der Senne-Bahn zwischen Bielefeld und Schloß Holte wurde Anfang Dezember 1901 eröffnet, die südliche Teilstrecke bis Paderborn am 1. Juli 1902.
Der bei km 22,7 liegende Haltepunkt Liemke wurde 1907 auf Antrag der Gemeinde Hövelhof in Hövelriege umbenannt. Am 1. Juli 1907 wurde in Paderborn am Ostrand der Innenstadt der Bahnhof Paderborn Kasseler Tor eröffnet. Nach dem wirtschaftlichen Niedergang auf Grund der Hochinflation ordnete die Direktion in Kassel am 20. Mai 1924 die Schließung wegen angeblicher Unrentabilität an. Die Stadt Paderborn setzte sich aber erfolgreich für die Wiedereröffnung ein, die am 1. Juli 1926 erfolgte. 1942 wurde von Bahnhof Hövelhof eine Feldbahn mit 600 Millimeter Spurweite zum fünf Kilometer entfernten Kriegsgefangenenlager „Stalag 326“ in Betrieb genommen. Nach der Umwandlung des Stalag in ein Flüchtlingslager blieb die Bahn noch bis 1952 in Betrieb.
Am 15. Mai 1949 verkehrte zum ersten Mal der Heckeneilzug Bremen Hauptbahnhof – Frankfurt (Main) Hauptbahnhof über die Sennebahn. In den nächsten Jahren erfreute sich das Zugpaar großer Beliebtheit, sodass zu den Oster- und Weihnachtsfeiertagen Entlastungszüge eingesetzt werden mussten. Mit Einstellung des Personenverkehrs auf dem Streckenabschnitt Büren – Brilon der Almetalbahn war 1974 der Anfang vom Ende für dieses Eilzugpaar gekommen. Zunächst lief der Zug noch einige Zeit über Warburg, ab 1979 dann nur noch zwischen Bremen und Paderborn mit Halt in Hövelhof. 1983 wurde der Eilzugverkehr über die Sennebahn ganz eingestellt.
Am 17. November 1964 benannte sich die bisherige Gemeinde Liemke nach ihrem Haltepunkt Schloß Holte um. Dies ist eine Folge der rasanten, vor allem wirtschaftlichen Entwicklung in der Umgebung des Bahnhofs, während der bisherige Ortskern seit Eröffnung der Bahnstrecke stagnierte.
Der Name Windelsbleiche für den Bahnhof in der damaligen Gemeinde Senne I ist auf den erfolgreichen Druck der dort ansässigen Textilfirma Windel zurückzuführen.
Der Bahnhof in der vormaligen Gemeinde Senne II hieß bis 1966 Kracks nach dem Hofbesitzer Johann Kracks, auf dessen Grund die Station entstand, und trägt seitdem den Namen Sennestadt.

### Stilllegungsbemühungen und Angebotsverbesserung
Der frühere Bahnhof Schloß Neuhaus wurde Anfang der 1980er Jahre zur Ausweichanschlussstelle zurückgebaut. Dort ist für den Schienengüterverkehr weiterhin das Benteler-Werk angeschlossen.
1987 versuchte die Deutsche Bundesbahn den Personenverkehr auf der Sennebahn einzustellen und auf einen Busverkehr umzustellen. Dazu legte sie dem NRW Verkehrsministerium ein Buskonzept vor mit dem der Nahverkehr zwischen Paderborn und Bielefeld 90 Prozent günstiger angeboten werden konnte als mit der Bahn. Die Fahrgastzahlen lagen 1987 nur noch bei 609 Personen. Der Nahverkehr war zur damaligen Zeit nicht vertaktet, der Wochenendverkehr wurde schon 1982 eingestellt und Betriebsschluss war am frühen Abend. Die geringe Streckenhöchstgeschwindigkeit von 60 km/h sorgte dafür, dass die Züge über eine Stunde von Paderborn nach Bielefeld brauchten. Investitionen wurden unterlassen und der Infrastrukturbetrieb war personalintensiv. Ungesicherte Bahnübergänge sorgten für viele Unfälle, was der Bahn ein schlechtes Image brachte. Das Land NRW konnte die Stilllegung 1988 mit einer finanziellen Beteiligung in Form einer Rahmenvereinbarung zur Angebotsverbesserung abwenden.

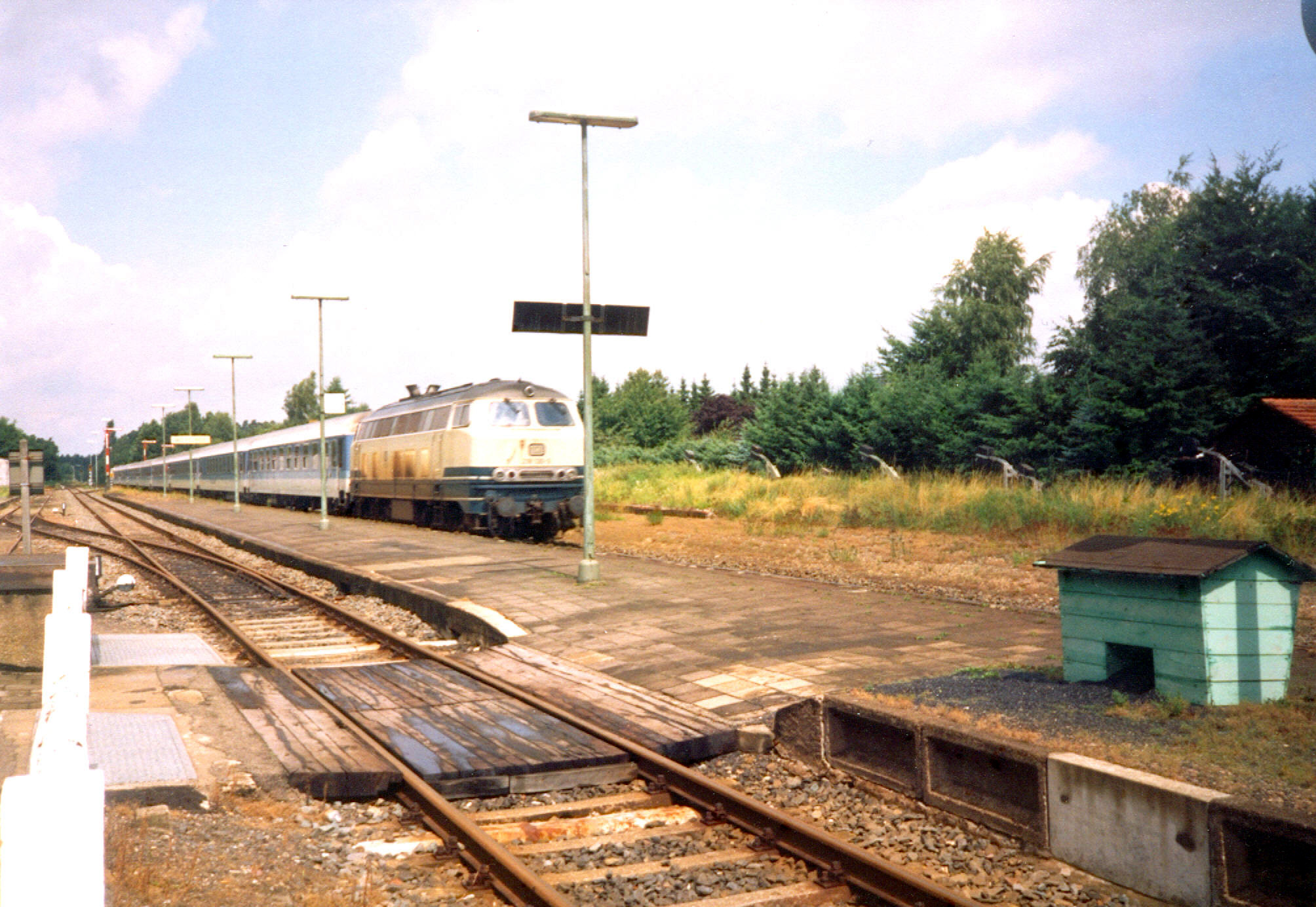
Umgeleiteter IR durch Hövelhof, Juli 1993

1993 wurde auf der Strecke dann ein Stundentakt montags bis freitags eingeführt und der Wochenendbetrieb wieder eingeführt. Die Fahrgastzahlen stiegen im selben Jahr um 220 pro Tag. 1994 wurde das Nahverkehrsangebot auf neue Triebzüge der Baureihe 628 umgestellt und die Fahrgastzahlen stiegen auf 1.164 Reisende pro Tag. Während der Vollsperrung zum Ausbau der Hauptstrecke Paderborn-Soest 1993/94 diente die Sennebahn als Umleitungsstrecke für die IR-Züge der Linie 20. Diesellokomotiven der Baureihe 218 zogen die Fernverkehrszüge mit abgebügelter Elektrolokomotive am Zugende ohne Halt über die nichtelektrifizierte Strecke. Züge in Richtung Ruhrgebiet änderten in Brackwede die Fahrtrichtung, in Gegenrichtung wurde sie in Bielefeld Hauptbahnhof geändert.

### Streckenausbau
Anfang des Jahrtausends gehörte der Ausbau der Senne-Bahn zu den dringlichsten Verkehrsprojekten im Regierungsbezirk Detmold. Nach heftigen Diskussionen über die Gewährung entsprechender Landesmittel im Februar 2006 beschloss der Regionalrat Ostwestfalen-Lippe, das Ausbauprojekt auf den ersten Platz der Dringlichkeitsliste zu setzen, damit die Bahnstrecke im integrierten Gesamtverkehrsplan des Landes Nordrhein-Westfalen berücksichtigt wird. Vom Regionalrat wird auch die Verlängerung der Senne-Bahn zum Flughafen Paderborn/Lippstadt unter teilweiser Nutzung der stillgelegten Almetalbahn in Erwägung gezogen.

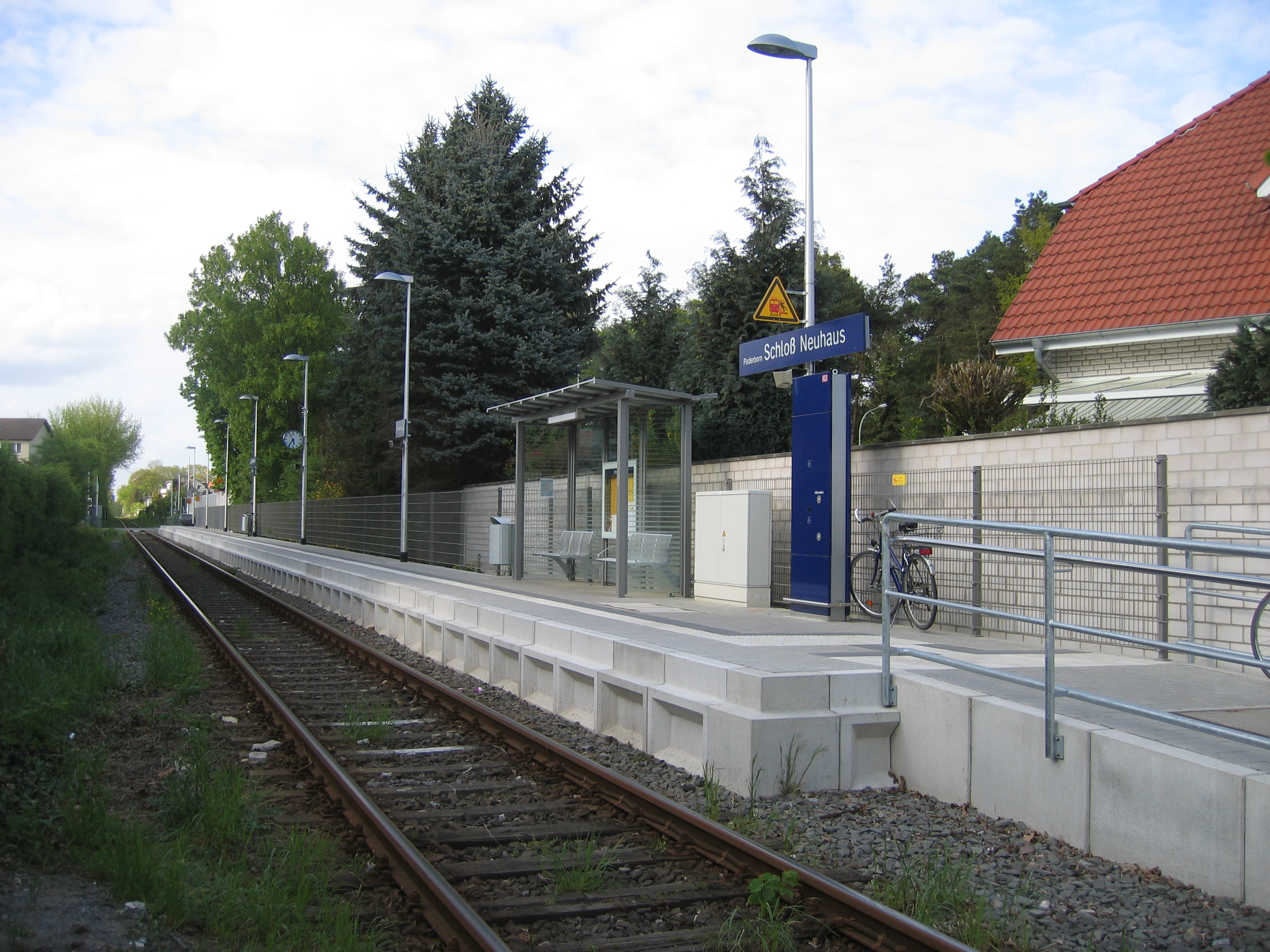
Haltepunkt Schloß Neuhaus

Zum Fahrplanwechsel im Dezember 2003 nahm dann die NordWestBahn nach gewonnener Ausschreibung des „Ems-Weser-Senne-Netz“ den Betrieb des Nahverkehrs auf der Sennebahn auf. In Schloß Neuhaus ist seit dem 30. Oktober 2008 zwischen Schatenweg und Hatzfelder Straße ein neuer Haltepunkt mit Zugang zum Schatenweg in Betrieb, der Zugang von der Hatzfelder aus ist aufgrund von Grundstücksstreitigkeiten noch nicht fertiggestellt. Mit dem Fahrplanwechsel am 11. Dezember 2011 wurde die Bedienung des Haltepunktes Brackwede Süd im Personenverkehr aufgegeben. Gleichzeitig wurde der behindertengerechte Haltepunkt Bielefeld-Senne in Betrieb genommen, der ab September 2011 errichtet wurde.
Im Mai 2011 begann der Ausbau der Strecke mit der Modernisierung des Haltepunkts Hövelriege. Dort wurden beide Bahnsteige erneuert, die Züge halten in Fahrtrichtung jeweils hinter dem dortigen Bahnübergang, so dass er nur kurze Zeit geschlossen bleibt. Seitdem erfolgte der Um- bzw. Neubau von Bahnsteigen in Paderborn Nord, Sennelager, Hövelhof, Schloß Holte, Sennestadt und Windelsbleiche. Ferner entstand ab September bis zum Fahrplanwechsel im Dezember 2011 in Senne ein neuer Haltepunkt Bielefeld-Senne, der den Halt Brackwede Süd ersetzt. Primäres Ziel des Ausbaus war durch Anhebung der Streckenhöchstgeschwindigkeit die Reisezeit zwischen Paderborn und Bielefeld zu verkürzen und zusätzliche Fahrten neben dem Stundentakt zu ermöglichen. Die Fertigstellung der Maßnahmen war ursprünglich im Dezember 2013 geplant. Für 34 Millionen Euro wurden Bahnübergänge modernisiert und die Signaltechnik erneuert. Auch die Bahnsteige wurden erneuert und auf eine einheitliche Höhe von 76 Zentimetern gebracht.

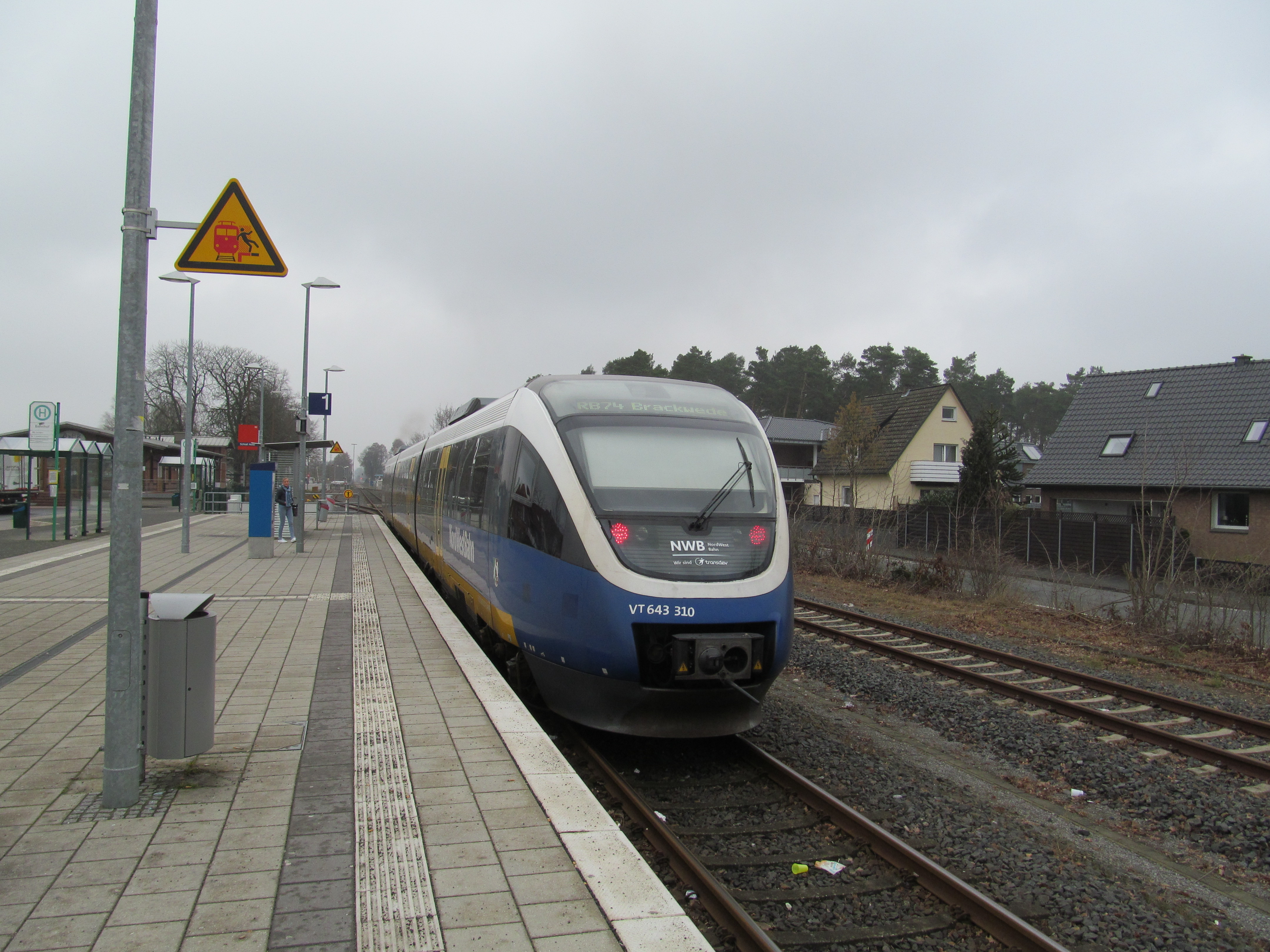
Bahnhof Schloß Holte

Im Bahnhof Schloß Holte wurde ein Gleis zurückgebaut und darauf ein neuer Bahnsteig am durchgehenden Hauptgleis errichtet, der einen stufenlosen Umstieg zwischen den Zügen und den an der Station verkehrenden Bussen ermöglicht. Wie auch in Sennelager wird es nach Beendigung der Modernisierung in Schloß Holte nur noch ein Gleis mit Bahnsteig geben, da planmäßig keine Kreuzung mit anderen Regionalbahnen vorgesehen ist. Zugkreuzungen mit Güterzügen oder Personenzügen ohne Halt werden jedoch weiterhin möglich sein.
Im August 2014 gab die Deutsche Bahn bekannt, dass sich die Fertigstellung der Ausbaumaßnahmen zum dritten Mal um ein halbes Jahr verschieben werde. Begründet wurde dies mit Verzögerungen bei den Tiefbauarbeiten an den Bahnübergängen. Bereits die zuvor genannten Fertigstellungstermine zum Dezember 2013 und Juni 2014 konnten aufgrund von Problemen bei der Telemetrieanbindung der Bahnübergänge an das neue elektronische Stellwerk in Lage nicht gehalten werden. Dennoch sind noch 2014 Stellwerke vom ESTW Lage ersetzt worden:
Am 1. November 2014 wurden die mechanischen Stellwerke „Pnf“ und „Pw“ in Paderborn Nord und am 15. November die mechanischen Stellwerke „Sf“ und „Sn“ in Sennelager außer Betrieb genommen. Am 15. März 2015 folgte zudem das Stellwerk Hövelhof, und bis Ende März 2015 auch die in Schloß Holte sowie von Sennestadt. Somit sind alle herkömmlichen Stellwerke auf der Senne-Bahn ersetzt worden.
Ferner gelten auf dem Abschnitt Paderborn Hauptbahnhof – Sennelager seit Fahrplanwechsel im Dezember 2014 bereits höhere Geschwindigkeiten von 100 km/h zwischen Sennelager und Paderborn Nord sowie 80 bzw. 70 km/h zwischen Paderborn Nord und Paderborn Hauptbahnhof. Die Fahrpläne wurden jedoch nicht angepasst. Weiterhin werden Bahnübergangsanlagen modernisiert: teilweise wurden Bahnübergänge mit Drängelgittern versehen und private Überwege von Feldwegen geschlossen, andere erhielten eine technische Sicherung.
Seit dem 8. August 2015 hat sich mit Einführung des Halbstundentaktes während der Hauptverkehrszeiten die Fahrzeit zwischen Bielefeld und Paderborn um 9 bzw. 14 Minuten je Richtung verkürzt. Im Gegenzug fahren die Züge montags bis freitags nicht mehr ab Paderborn als RB 84 (Egge-Bahn) weiter über Ottbergen bis Holzminden bzw. Kreiensen, mit dem Fahrplanwechsel im Dezember 2015 entfiel die Durchbindung vollständig. Schloß Neuhaus, Hövelriege und Sennelager werden weiterhin nur stündlich bedient. Auch am Wochenende bleibt es beim Stundentakt. Nach Abschluss der Bauarbeiten sind die Nutzerzahlen auf der Strecke weiter angestiegen, so nutzten 2018 schon über 6.000 Reisende täglich das Angebot auf der Strecke.

## Planungen und Zukunft

### S-Bahn OWL
Der Zweckverband Nahverkehr Westfalen-Lippe hat 2021 eine Studie zum Aufbau einer S-Bahn OWL veröffentlicht. Bestandteil dieses S-Bahnnetzes ist auch die Strecke zwischen Brackwede und Paderborn. Das Angebot soll in verschiedenen Stufen ausgebaut werden. In einem ersten Schritt soll dabei durch den Einsatz von Akkufahrzeugen mit höherer Beschleunigung ein ganztägiger Halbstundentakt mit Halt an allen Zwischenhalten bis auf Hövelrige ermöglicht werden. Dieser wird weiterhin nur stündlich bedient. Vorgesehen ist dabei auch der Bau einer dritten Bahnsteigkante in Hövelhof, um einen Anschluss von der TWE Strecke aus Gütersloh herstellen zu können. Im Zielkonzept soll die Strecke elektrifiziert werden und durch zusätzliche Kreuzungsbahnhöfe und Begegnungsabschnitte eine beschleunigte RE-Linie eingeführt werden können, die auf der Strecke Paderborn – Bielefeld 14 Minuten kürzere Fahrzeiten gegenüber der S-Bahn ermöglichen. Diese Linie soll nur in Schloß Neuhaus, Schloß Holte und Brackwede halten. Die halbstündliche S-Bahnlinie soll nach Minden und Nienburg durchgebunden werden. Für den ÖPNV-Bedarfsplan des Landes NRW wurde die Inbetriebnahme des Ziekonzeptes mit den notwendigen Infrastrukturausbauten für 2024 angemeldet.

## Aktuelle Bedienung

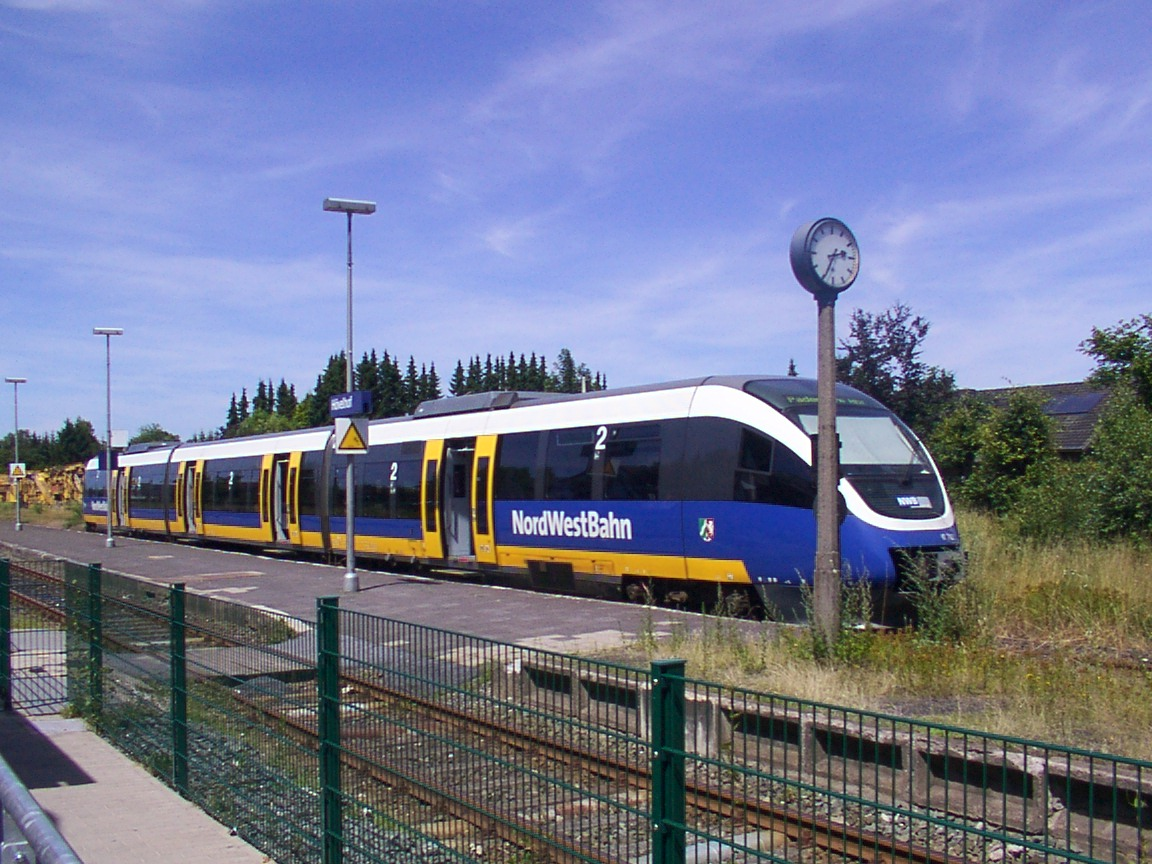
„Senne-Bahn“ im Bahnhof Hövelhof

Seit dem 15. Dezember 2003 wird der Schienenpersonennahverkehr auf der Senne-Bahn von der in Osnabrück ansässigen NordWestBahn betrieben. Es werden Dieseltriebwagen vom Typ Bombardier Talent mit einer bauartbedingten Höchstgeschwindigkeit von 120 km/h eingesetzt. Die Streckenhöchstgeschwindigkeit beträgt nach dem Ausbau 100 km/h.
Die Strecke wird von der Regionalbahn RB 74 „Senne-Bahn“ im Stundentakt bedient, ab dem 10. August 2015 montags bis freitags in der Hauptverkehrszeit im Halbstundentakt. Die Kreuzungen finden zur üblichen Symmetrieminute in Sennestadt und Paderborn Nord und bei Halbstundentakt zusätzlich in Hövelhof statt. Aufgrund der zurückgebauten Bahnsteige (beispielsweise in Sennelager und Schloß Holte; siehe Abschnitt „Streckenausbau“) und der daraus resultierenden fehlenden Kreuzungsmöglichkeit ohne gleichzeitiges Auslassen des Haltepunktes, kommt es bei Verspätungen einzelner Züge immer wieder zum „Aufschaukeln“ der Verspätungen, die sich im Laufe eines Tages auf mehrere Züge sowie in beide Richtungen auswirken. Insbesondere in der Hauptverkehrszeit können diese Verspätungen nur selten wieder reduziert werden.
Wegen der Fahrplanausrichtung auf die Symmetrieminute :00 an den Kreuzungspunkten werden in Brackwede einige Anschlüsse in Richtung Osnabrück und Münster verpasst. In Paderborn bestand bis Juni 2015 teilweise eine Durchbindung über die „Egge-Bahn“ nach Holzminden und Kreiensen.
Um die Strecke für den Radtourismus attraktiver zu gestalten, wurde die streckenbegleitende BahnRadRoute Teuto-Senne von Osnabrück über Bielefeld nach Paderborn ausgeschildert. Besonders an Wochenenden im Sommer führen viele Fahrgäste Fahrräder mit. Radtouristen sind für den Erhalt der Bahnverbindung zu einem wichtigen Faktor geworden. Der Fahrradtransport war allerdings mit dem Betreiberwechsel zur NordWestBahn wegen des begrenzten Platzangebots bis 2009 generell reservierungspflichtig (heute besteht eine Reservierungsempfehlung). Einzelreisende mit Fahrrad werden soweit möglich ohne Voranmeldung befördert.
Der Haltepunkt Aw Paderborn in direkter Nähe des Ausbesserungswerks Paderborn wurde bis zum Fahrplanwechsel im Dezember 2013 von je einem Zugpaar montags bis freitags bedient (morgens von einem Zug aus Paderborn, nachmittags in Gegenrichtung). Zur Beschleunigung der Senne-Bahn wurde er aufgegeben.

## Tarife
Auf der gesamten Strecke gilt der Westfalentarif.
Der nördliche Streckenabschnitt bis Schloß Holte liegt im Bereich des Tarifnetzes „TeutoOwl“ (OWL Verkehr GmbH). Ab Hövelriege bis Paderborn gilt der Nahverkehrsverbund Paderborn-Höxter mit dem Netz „Hochstift“. Landesweite Fahrten können mit dem NRW-Tarif ausgeführt werden, darüber hinaus gilt der allgemeine Deutschlandtarif.

## Paderborn Nord–Bad Lippspringe
| Streckennummer (DB): | 2962                      |                                 |                                 |
| Kursbuchstrecke (DB): | zuletzt 223c; 198r (1944) |                                 |                                 |
| Kursbuchstrecke: | 174m (1934) 199e (1946)   |                                 |                                 |
| Streckenlänge: | 7,4 km                    |                                 |                                 |
| Spurweite: | 1435 mm (Normalspur)      |                                 |                                 |
| |                           |                                 |                                 |
| \| \| 7,4 \| Bad Lippspringe ⊙ \| Bad Lippspringe ⊙ \| \| \| 4,7 \| Marienloh \| Marienloh \| \| \| 4,2 \| Benteler Talle (Anst) ⊙ \| Benteler Talle (Anst) ⊙ \| \| \| \| ehem. Straßenbahn PESAG \| \| \| \| 3,4 \| Diebesweg ⊙ \| Diebesweg ⊙ \| \| \| 1,3 \| Paderborn-Stadtheide \| Paderborn-Stadtheide \| \| \| \| Strecke von Bielefeld (s. o.) ⊙ \| \| \| \| 0,0 \| Paderborn Nord ⊙ \| Paderborn Nord ⊙ \| \| \| \| Strecke nach Paderborn (s. o.) \| \| |                           |                                 |                                 |
| Kopfbahnhof Streckenanfang (Strecke außer Betrieb) | 7,4                       | Bad Lippspringe ⊙               | Bad Lippspringe ⊙               |
| ehemaliger Kopfbahnhof Strecke bis hier außer Betrieb | 4,7                       | Marienloh                       | Marienloh                       |
| Abzweig geradeaus und nach rechts | 4,2                       | Benteler Talle (Anst) ⊙         | Benteler Talle (Anst) ⊙         |
| Kreuzung geradeaus unten (Querstrecke außer Betrieb) |                           | ehem. Straßenbahn PESAG         | ehem. Straßenbahn PESAG         |
| ehemaliger Haltepunkt / Haltestelle | 3,4                       | Diebesweg ⊙                     | Diebesweg ⊙                     |
| ehemaliger Haltepunkt / Haltestelle | 1,3                       | Paderborn-Stadtheide            | Paderborn-Stadtheide            |
| Abzweig geradeaus und von rechts |                           | Strecke von Bielefeld (s. o.) ⊙ | Strecke von Bielefeld (s. o.) ⊙ |
| Bahnhof | 0,0                       | Paderborn Nord ⊙                | Paderborn Nord ⊙                |
| Strecke |                           | Strecke nach Paderborn (s. o.)  | Strecke nach Paderborn (s. o.)  |

In Paderborn Nord zweigte eine Bahnstrecke nach Bad Lippspringe ab.
Diese wurde am 8. Oktober 1906 eröffnet. Das Bahnhofsgebäude in Bad Lippspringe wurde mit Nebengebäuden in Massivbauweise und einem dreitorigen Güterschuppen in Fachbauweise errichtet. An den Ladegleisen lag eine 40 Meter lange kombinierte Seiten- und Kopframpe. In den 50er Jahren waren im Bf Lippspringe sechs Personen beschäftigt. Bis 1953 war der Bahnhof selbständig, danach wurde er zur Dienststelle des Bahnhofs Paderborn Nord.
Der Personenverkehr war immer nur mäßig. Nach 1945 erreichte der Personenverkehr nie wieder seinen früheren Umfang von durchschnittlich sechs Zugpaaren zwischen Eröffnung und Kriegsbeginn im Jahr 1939. Von drei Zugpaaren im Jahr 1949 blieb bis zur Einstellung des Personenverkehrs am 30. Mai 1965 nur ein Paar von Güterzügen mit Personenbeförderung (GmP) übrig. Ein hoher Anteil am Personenverkehr waren Beschäftigte der Paderborner Ausbesserungswerke. Für sie wurden auch nach 1965 eigene Personenzüge vom AW zum Hauptbahnhof eingesetzt. Zwischen 1980 und 1987 fanden noch mehrere Sonderfahrten mit Museumsbahnen zwischen Bad Lippspringe und Paderborn statt.
Das Bahnhofsgebäude in Bad Lippspringe wurde nach Einstellung des Personenverkehrs von der Stadt erworben, aber 1973 wegen Baufälligkeit abgerissen. Der Güterschuppen war zunächst noch als Lager verpachtet, nach einem Brand im Jahre 1981 wurde er ebenfalls abgerissen.
Der stark sinkende Güterverkehr auf dem Abschnitt zwischen dem Anschluss Benteler und Bad Lippspringe endete am 30. Januar 1988. 1990 kaufte die Stadt das ehemalige Bahnhofsgelände von der Landesentwicklungsgesellschaft und gab es zur Bebauung frei. Das Reststück der Bahnstrecke wurde am 30. April 2005 offiziell stillgelegt und an die Firma Benteler verkauft. Diese betreibt sie als Privatanschluss noch bis heute.
Am 3. März 2021 ging eine Stellungnahme der Stadt Paderborn während des Beteiligungsverfahrens zum neuen Regionalplan der Bezirksregierung konkret auf die mögliche Reaktivierung der Almetalbahn ein. Im Beteiligungsverfahren konnten sowohl Städte und Gemeinden als auch die Öffentlichkeit Stellungnahmen zum Entwurf einreichen. Die Stadt Paderborn wünschte sich die planerische Darstellung von Bahnhaltepunkten am vorhandenen Industriegleis in Richtung Marienloh. Die Bezirksregierung möge laut Stellungnahme die Haltepunkte Stadtheide und Marienloh planerisch festschreiben, um diese bei einer Reaktivierung der Almetalbahn gegebenenfalls mit einbinden zu können.